# 一条街博物馆
一条街博物馆是乌克兰首都基辅的一个博物馆，位于安德烈斜坡。它收藏了许多这条斜坡的历史物品，包含 7000 多件展品。它们包括有关圣安德烈教堂、狮心理查城堡、以及斜坡许多其他建筑的信息。博物馆收藏了历史文献、手稿、亲笔签名、古董明信片、照片和大量室内古董物品。 
此外，博物馆还收藏了乌克兰语言学家 P. Zhitetsky、阿拉伯学家和基辅大学教授 T. Kezma、记者和公众人物 A. Savenko、和乌克兰作家 G. Tyutyunnyk 的各种作品。他们在20世纪都曾住在 34 号的房子里。博物馆藏品的另一部分是基辅神学院教授 A. Bulgakov、S. Golubev、P. Kudryavtsev、F. Titov、A. Glagolev ；神学博士 Janovsky 和 D. Popov 以及其他当地知名人士的纪念品。
该博物馆还收藏了大量古董书籍，包括基辅都主教彼得莫吉拉的特雷布尼克（Treblink）、基辅莫伊拉学院教授和毕业生撰写的稀有作品、M. Grabovsky 、正统派的捍卫者 A. Muravyov 撰写的书籍，以及米哈伊尔·布尔加科夫一生中出版的作品。
2002 年，一条街博物馆成为欧洲博物馆论坛的提名者。这是一个由欧洲委员会赞助并得到比利时法比奥拉王后赞助的国际组织。这是乌克兰第一个也是唯一一个参加论坛的博物馆。